# 427 a. C.
El año 427 a. C. fue un año del calendario romano prejuliano. En la Imperio romano se conocía como el Año del Consulado de Ahala y Mugilano (o menos frecuentemente, año 327 Ab urbe condita).

## Acontecimientos
- Los incas llegan a su máxima expansión,  encontrando centro América al dirigir sus invasiones rumbo norte debido a que las grandes cordilleras andinas limitan su expansión y les facilita invadir culturas rumbo norte.
- Agis II, rey de Esparta, a la muerte de su padre, Arquidamo II.
- Cuarta invasión del Ática en el curso de la guerra arquidámica, primera fase guerra del Peloponeso.
- Atenas sofoca la revuelta de la ciudad de Mitilene, ciudad de la isla de Lesbos.
- Gorgias de Leontinos llega por primera vez a Atenas.
- Esparta toma Platea aliada de Atenas. Aniquilamiento de sus habitantes.
- Guerra civil de Córcira.
- Atenas toma Minoa.
- Los leontinos, aliados de la ciudad de Catania (Sicilia), en su lucha contra Siracusa solicitan ayuda a Atenas, quienes envían a los generales Laques y Careádes, al mando de una flota de 20 trirremes.

## Nacimientos
- Platón, filósofo griego. (aproximadamente)
- Kōan Tennō

## Fallecimientos
- El rey espartano Arquidamo II.
- Anaxágoras, filósofo griego.

- Datos: Q79761
- Multimedia: 427 BC / Q79761